# Liste der Monuments historiques in Tréguier
Die Liste der Monuments historiques in Tréguier führt die Monuments historiques in der französischen Gemeinde Tréguier auf.

## Liste der Bauwerke
| Bezeichnung                             | Beschreibung | Standort                                    | Kennzeichnung | Schutzstatus   | Datum     | Bild |
| --------------------------------------- | ------------ | ------------------------------------------- | ------------- | -------------- | --------- | ---- |
| Basilika St-Tugdual mit Kreuzgang       |              | Place du Martray (Lage)                     | PA00089701    | Classé         | 1840      |      |
| Chapelle des Paulines                   | Kapelle      | Rue Paul-Raoul (Lage)                       | PA00089777    | Inscrit        | 1992      |      |
| Kirche St-Michel                        |              | Allée Saint-Michel (Lage)                   | PA00089702    | Classé         | 1930      |      |
| Hôtel de la Tour                        |              | 20, rue des Perdreries (Lage)               | PA00089705    | Classé Inscrit | 1924 1973 |      |
| Augustinerinnenkloster                  |              | Rue de la Chalotais (Lage)                  | PA00089711    | Inscrit Classé | 1997 1999 |      |
| Haus                                    |              | 2, rue de la Chalotais (Lage)               | PA00089709    | Inscrit        | 1964      |      |
| Haus Saint Pierre                       |              | 14, rue de la Chalotais (Lage)              | PA00089710    | Inscrit        | 2007      |      |
| Haus                                    |              | 11, rue Colvestre (Lage)                    | PA00089708    | Inscrit        | 1926      |      |
| Haus                                    |              | 12, rue Colvestre (Lage)                    | PA00089712    | Inscrit        | 1964      |      |
| Haus                                    |              | 14, rue Colvestre (Lage)                    | PA00089713    | Inscrit        | 1964      |      |
| Haus                                    |              | 20, rue Colvestre (Lage)                    | PA00089714    | Inscrit        | 1964      |      |
| Haus                                    |              | 22, rue Colvestre (Lage)                    | PA00089707    | Inscrit        | 1926      |      |
| Haus                                    |              | 10, place Notre-Dame-de-Coatcolvezou (Lage) | PA00089716    | Inscrit        | 1964      |      |
| Haus                                    |              | 12, place Notre-Dame-de-Coatcolvezou (Lage) | PA00089717    | Inscrit        | 1964      |      |
| Haus                                    |              | 18, place Notre-Dame-de-Coatcolvezou (Lage) | PA00089718    | Inscrit        | 1964      |      |
| Musée Ernest-Renan                      |              | 20, rue Ernest Renan (Lage)                 | PA00089706    | Classé         | 1944      |      |
| Haus                                    |              | 22, rue Ernest Renan (Lage)                 | PA00089719    | Inscrit        | 1964      |      |
| Haus                                    |              | 31, rue Ernest Renan (Lage)                 | PA00089720    | Inscrit        | 1946      |      |
| Haus                                    |              | 56, rue Ernest Renan (Lage)                 | PA00089721    | Inscrit        | 1964      |      |
| Fachwerkhaus                            |              | 59, rue Ernest Renan (Lage)                 | PA00089722    | Inscrit        | 1964      |      |
| Fachwerkhaus                            |              | 63, rue Ernest Renan (Lage)                 | PA22000007    | Inscrit        | 1996      |      |
| Haus                                    |              | 65, rue Ernest Renan (Lage)                 | PA00089723    | Inscrit        | 1964      |      |
| Fachwerkhaus                            |              | Place du général de Gaulle (Lage)           | PA00089715    | Classé         | 1948      |      |
| Ehemaliger Bischofspalast, heute Mairie |              | 1, place du général Leclerc (Lage)          | PA00089703    | Classé         | 1956      |      |
| Postamt                                 |              | 19, rue Saint-André (Lage)                  | PA00135259    | Inscrit        | 1995      |      |
| Bauernhof                               |              | Kernabat (Lage)                             | PA00089704    | Inscrit        | 1931      |      |
| Aquädukt über den Guindy                |              | (Lage)                                      | PA00089700    | Inscrit        | 1931      |      |

## Liste der Objekte

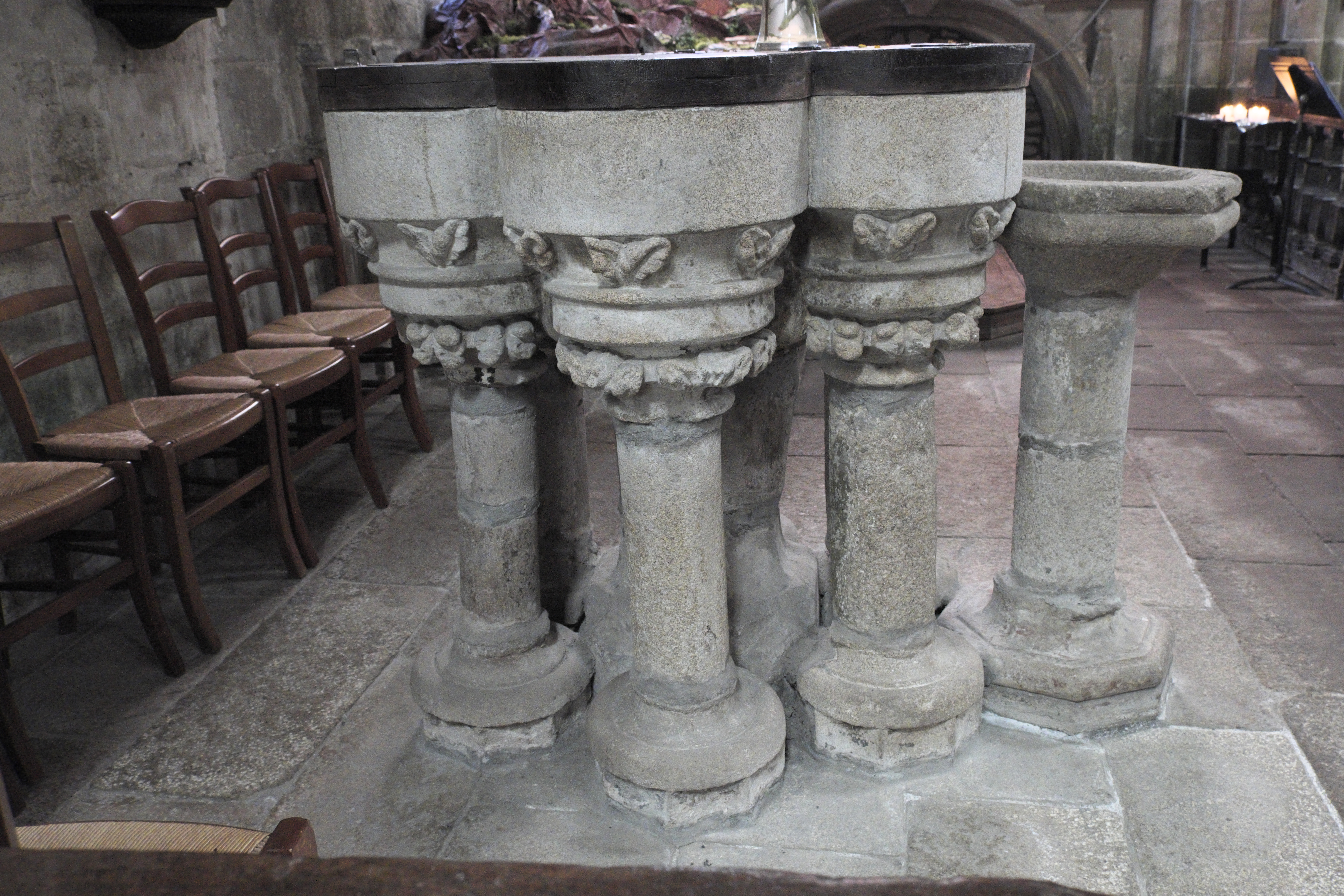
Taufbecken (15. Jahrhundert) in der Kathedrale St-Tugdual

- Monuments historiques (Objekte) in Tréguier in der Base Palissy des französischen Kultusministeriums